# Makaronesa carinus
Makaronesa carinus is een vliesvleugelig insect uit de familie Pteromalidae. De wetenschappelijke naam is voor het eerst geldig gepubliceerd in 1849 door Walker.